# Darktable
darktable est un logiciel libre de traitement d'image non-destructif et sans perte, principalement axé sur le traitement de photographies numériques brutes de capteur (raw), mais il supporte aussi les fichiers HDR (OpenEXR) et rasterisés (TIFF, JPEG, JPEG 2000, PNG, WebP, PPM, AVIF, HEIF/HEIC), en entrée comme en sortie. Il permet de cataloguer ses photographies et d'appliquer des corrections et effets divers à ces images, et autorise également le contrôle en temps réel d'appareils photographiques numériques connectés par un câble à un ordinateur (tethering). Il est disponible gratuitement pour la plupart des distributions Linux, Mac OS X, Windows 10, et Solaris sous licence GNU General Public version 3 ou ultérieure. C'est l'un des principaux logiciels libres de dématriçage, avec RawTherapee, Photivo et Rawstudio.

## Présentation
Le logiciel peut être classé dans la catégorie tout-en-un. Il dispose de multiples modules :
- Table lumineuse : pour cataloguer, ajouter des mots-clés, placer des notes ou des codes de couleur, exporter vers différents formats.
- Chambre noire : pour développer ses fichiers numériques, dans la version 5.2 on peut compter plus de 65 outils différents.
- Capture : pour piloter un appareil photographique.
- Carte : pour géolocaliser ses images en les plaçant sur une carte (plusieurs sources sont disponibles, dont OpenStreetMap, Google Maps, etc.) ou automatiquement depuis les informations GPS du fichier numérique.
- Diaporama : pour présenter les images.
- Impression : pour mettre en page et imprimer les images.

Une caractéristique intéressante de ce logiciel est la possibilité d'appliquer les différents effets en choisissant le mode de fusion de calque (comme écran, superposer, lumière douce, éclaircir, assombrir, multiplier…). Tous les effets sont soit appliqués globalement à l'image, soit localement en fonction de caractéristiques (masque paramétrique) de l'image (luminance, saturation, couleur, etc.) ou en dessinant des masques sur l'image. darktable propose un masque circulaire, elliptique, en forme libre, en dégradé ou depuis un pinceau. Il est aussi possible de combiner les masques dessinés avec les masques paramétriques. Il est aussi possible de combiner les masques dessinés entre eux avec des opérations d'inclusion ou de soustraction.
Il utilise la bibliothèque gPhoto pour communiquer avec les APN qui le supportent et utilise le calcul sur carte graphique (via OpenCL) lorsque c'est possible, pour le traitement des images. L'interface graphique est basée sur GTK 3.24.
Lors de la capture de photographie, il est possible, comme dans GTKam ou Entangle, de configurer les différents paramètres de prise de vue directement via l'interface, ainsi que d'avoir une vue en direct du viseur.
darktable est spécialisé dans le traitement au format RAW (format de données brutes sans pertes), non destructif (les modifications sont enregistrées par rapport au fichier original, qui est conservé à tout moment), et permet ainsi d'avoir un traitement orienté « professionnel » (ou avancé). Il est aussi important de noter que tous les traitements sont faits en 32 bits flottant pour une qualité optimale. Le logiciel garde toutefois une bonne réactivité et permet d'utiliser la puissance de la carte graphique via OpenCL.